# Cristián Rodríguez
 Cristián Rodríguez Martín (El Ejido, 3 de marzo de 1995) es un ciclista español que corre para el equipo francés Arkéa-B&B Hotels de categoría UCI WorldTeam.
Destacó como ciclista amateur consiguiendo la victoria en la Vuelta a León en 2015. Para la temporada 2016 firmó un contrato con el equipo Wilier Triestina-Southeast.

## Palmarés
2015 (como amateur)
- Vuelta a León, más 1 etapa

2021
- Tour de Ruanda, más 1 etapa

2025
- Mercan'Tour Classic Alpes-Maritimes

## Resultados en Grandes Vueltas
| Carrera | Carrera         | 2016  | 2017 | 2018 | 2019 | 2020 | 2021 | 2022 | 2023 | 2024 | 2025 |
| ------- | --------------- | ----- | ---- | ---- | ---- | ---- | ---- | ---- | ---- | ---- | ---- |
|         | Giro de Italia  | 103.º | 52.º | —    | —    | —    | —    | —    | —    | —    | —    |
|         | Tour de Francia | —     | —    | —    | —    | —    | 46.º | —    | —    | 36.º | 20.º |
|         | Vuelta a España | —     | —    | 25.º | 50.º | —    | —    | —    | 13.º | 13.º | —    |

—: no participa

Ab.: abandono

## Equipos
- Southeast (stagiaire) (08.2015-12.2015)
- Wilier Triestina-Southeast (2016-2017)
  - Southeast-Venezuela (01.2016-05.2016)
  - Wilier Triestina-Southeast (05.2016-12.2016)
  - Wilier Triestina-Selle Italia (2017)
- Caja Rural-Seguros RGA (2018-2020)
- Total (2021-2022)
  - Team Total Direct Énergie (01.2021-06.2021)
  - Team TotalEnergies (06.2021-2022)
- Arkéa (2023-)
  - Arkéa Samsic (2023)
  - Arkéa-B&B Hotels (2024-)